# Dominio PDZ
El dominio PDZ es, en bioquímica, un dominio estructural común de 80-90 aminoácidos que se encuentra en proteínas de señalización presentes en bacterias, levaduras, plantas, virus y animales.  PDZ es un acrónimo que combina las primeras letras de tres proteínas (proteína de densidad postsináptica, supresora de tumores en Drosophila, y proteína zonula occludens-1) que fueron en las primeras en las cuales se descubrió este dominio. Estos dominios ayudan a anclar proteínas transmembrana al citoesqueleto y mantener unidos los complejos de señalización.

## Estructura
La denominación del dominio PDZ, es un acrónimo que combina las primeras letras de tres proteínas: una proteína de densidad postsináptica (PSD95), una supresora de tumores en Drosophila  (DlgA Drosophila discs large tumor suppressor), y la proteína zonula occludens-1 (ZO-1). También se hace referencia a estos dominios como DHR  (Dlg homolog region) o repeticiones GLGF, (glicina-leucina-glicina-fenilalanina).

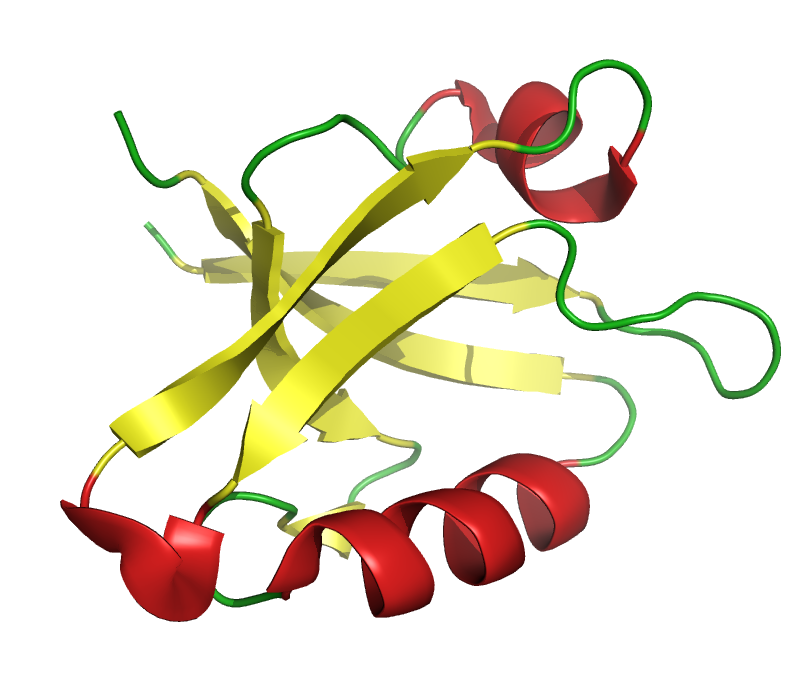
Estructura molecular del dominio PDZ incluido en la proteína humana GOPC (proteína de motivo PDZ y hélice superenrollada asociada a Golgi).

PDZ es una ecuencia de 80 a 90 aminoácidos con 6 hebras β que forman 2 láminas antiparalelas opuestas, flanqueadas por 2 hélices α. Media la formación de complejos proteicos en la membrana, con localización de sus ligandos en el dominio apropiado de la membrana plasmática. 
Ayuda a anclar proteínas transmembrana al citoesqueleto y mantener unidos los complejos de señalización.

## Lecturas complementarias
- Ponting CP, Phillips C, Davies KE, Blake DJ (junio de 1997). «PDZ domains: targeting signalling molecules to sub-membranous sites». Bioessays 19 (6): 469-79. PMID 9204764. doi:10.1002/bies.950190606.
- Doyle DA, Lee A, Lewis J, Kim E, Sheng M, MacKinnon R (junio de 1996). «Crystal structures of a complexed and peptide-free membrane protein-binding domain: molecular basis of peptide recognition by PDZ». Cell 85 (7): 1067-76. PMID 8674113.